# ما لوت
ما لوت (فرانسوی: Ma Loute‎) یا خلیج اسلک (انگلیسی: Slack Bay) فیلمی کمدی به کارگردانی برونو دومن محصول سال ۲۰۱۶ است. این فیلم در بخش اصلی جشنواره فیلم کن ۲۰۱۶ حضور داشت و از بازیگران آن می‌توان به ژولیت بینوش، ولری برونی تدسکی و فابریس لوکینی اشاره کرد.